# Labirinto di passioni
Labirinto di passioni (Laberinto de pasiones) è un film del 1982 diretto da Pedro Almodóvar. Si tratta del secondo lungometraggio del regista spagnolo.

## Trama
In un complicato susseguirsi di eventi, si intrecciano i destini amorosi di Sexilia, cantante ninfomane; Riza Niro, erede al trono di Tiran (luogo di fantasia chiaramente ispirato all'Iran) in esilio a Madrid, dove è alla continua ricerca di avventure facili con ragazzi omosessuali; tre terroristi khomeinisti ostili al regime della Principessa di Tiran, uno dei quali, Sadec, avrà un rapporto, seppur fugace, con Riza Niro; il padre di Sexilia, ginecologo con una repulsione per gli atti sessuali e scopritore di un fantomatico metodo per l'inseminazione artificiale; la matrigna di Riza Niro, ovvero la Principessa Toraya, che viene presa in cura dal padre di Sexilia e che cerca insistentemente un rapporto sessuale col figliastro; Queti, una fan di Sexilia che lavora in una tintoria e che è vittima degli abusi del padre, appena abbandonato dalla moglie. 
Riza Niro, divenuto per puro caso frontman di una band rock, si innamora di Sexilia e questa ricambia immediatamente. Ricercato dai terroristi, Riza Niro convince Sexilia a fuggire verso i Caraibi. I due si abbandonano al piacere una volta sull'aereo. La Principessa Toraya verrà rapita dai terroristi, dopo che questi si lasciano sfuggire Riza Niro. Queti, infine, abbandonato il padre, si mette nei panni di Sexilia e conoscerà il padre di quest'ultima, riuscendo a risvegliare gli istinti sessuali del dottore.

## Accoglienza
Il film ha totalizzato un punteggio del 100% sul sito Rotten Tomatoes.

### Critica
Ne il Morandini, il film è ritenuto "un filmaccio sgangherato, senza centro, piuttosto mal recitato. Il peggior torto che gli si può fare è quello di prenderlo sul serio". Alessandra Levantesi, su La Stampa ritiene il film "gracile, goliardico e poco spiritoso". Giovanni Grazzini, su Il Messaggero, descrive così il film: "Pornodive, fotoromanzi sadici, sberleffi vari, propri di una goliardia che crede di divertire strizzando l'occhio all'irriverenza e alla perversione in un carosello di volgarità. Quando invece siamo in una grezza paccottiglia da cui è esclusa la grazia della satira". Gian Luigi Rondi, su Il Tempo ha ritenuto che nel film "C'è troppo disordine, gli episodi si affastellano senza logica, i casi son tutti così esagerati e esasperati da provocare solo fastidio e i modi di rappresentazione, minati alla base da una evidente povertà di mezzi produttivi, sono spesso quasi grezzi".

## Curiosità
Nel film, Pedro Almodóvar recita un lungo cameo, dapprima nei panni di un regista fotografico per riviste porno dalle tinte perverse (chiede al modello di assumere pose di godimento mentre viene torturato con un trapano) e poi nei panni di un bizzarro cantante rock improvvisato.